# Андрущенко Сергій Анатолійович
Сергій Анатолійович Андрущенко (нар. 18 березня 1975, м. Вінниця) — український військовик, генерал-майор.
Перший заступник Голови СБУ (з 26 липня 2021 року).
Керівник Антитерористичного центру СБУ.

## Життєпис
У 1997 році закінчив Вінницький державний педагогічний інститут (спеціальність «Всесвітня історія і основи правознавства»), у 2014 році — Національну академію Служби безпеки України.
З 1999 року — військова служба в органах державної безпеки. За час служби у регіональному управлінні СБУ обіймав посади від оперуповноваженого до начальника відділу.
З 2013 року переходить до Центрального управління Служби безпеки України. Пройшов шлях від заступника начальника управління до начальника Департаменту захисту національної державності СБУ.
Має низку державних і відомчих нагород та заохочень.